# Osieki (Sianów)
Osieki (deutsch Wusseken) ist ein Dorf der Stadt-und-Land-Gemeinde Sianów im Powiat Koszaliński der polnischen Woiwodschaft Westpommern.

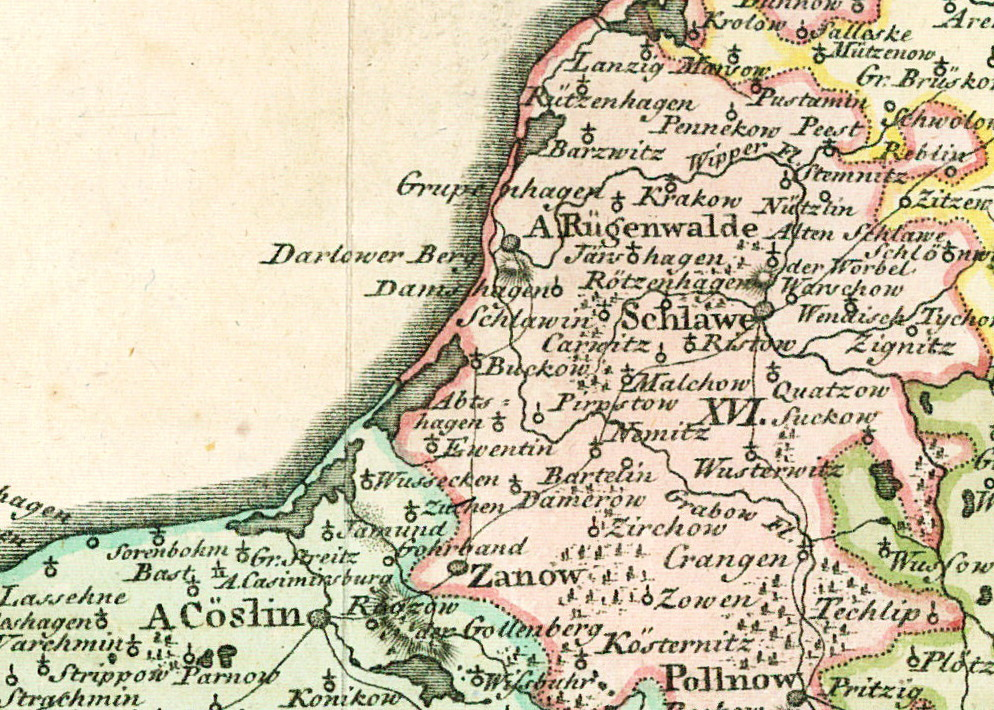
Kirchdorf Wusseken (Wussecken), nördlich der Stadt Köslin (Cöslin), nordwestlich der Stadt Zanow und unweit der Ostsee, auf einer Landkarte von 1794

## Geographische Lage
Die Ortschaft liegt in Hinterpommern, unmittelbar am Ostufer des Jamno (Jamunder See) in der Nähe des Ostseestrands, etwa acht Kilometer nordwestlich der Kleinstadt Sianów (Zanow) und zwölf Kilometer nördlich der Kreisstadt Koszalin (Köslin).

## Geschichte

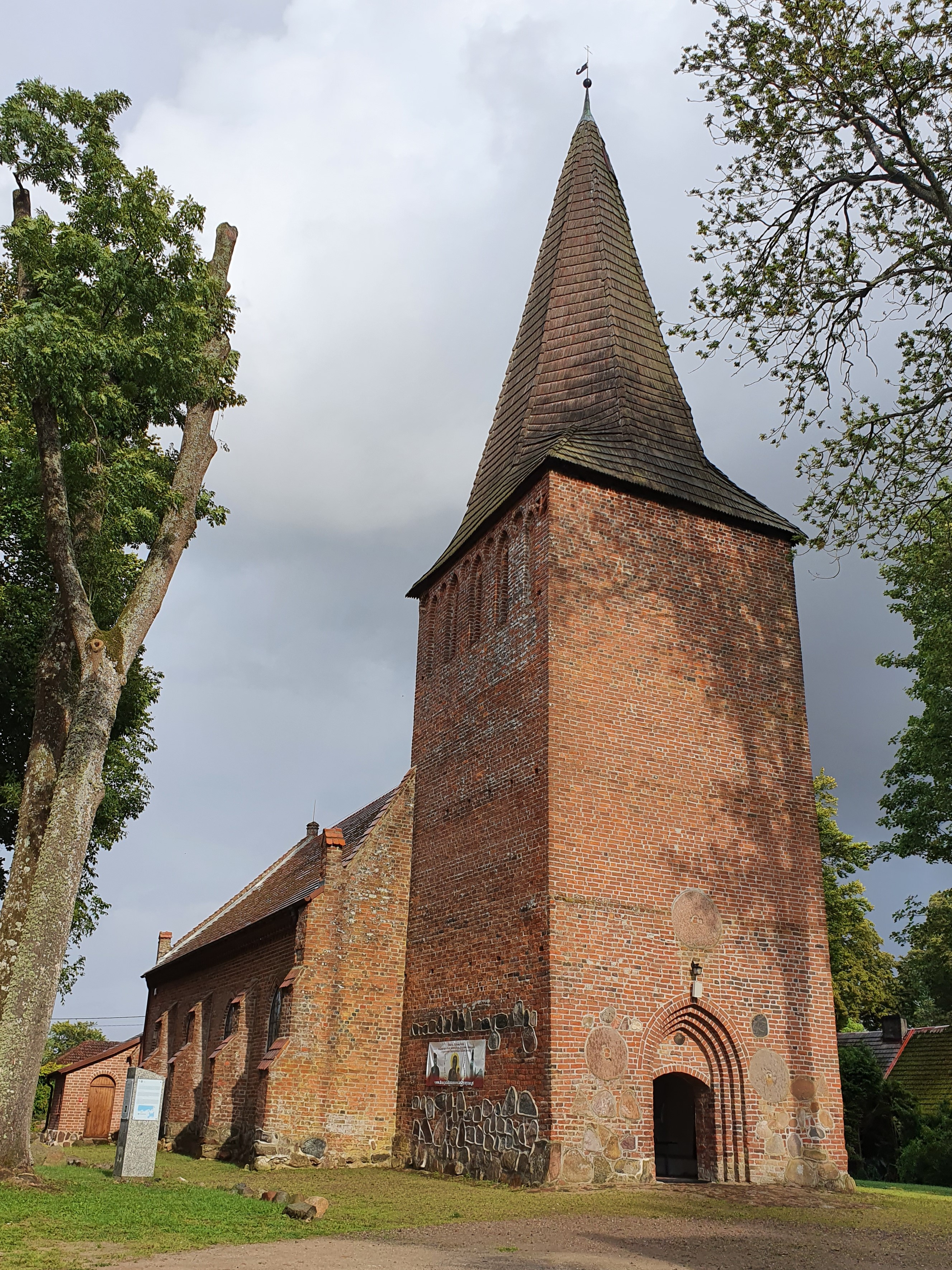
Dorfkirche (bis 1945 evangelisch)

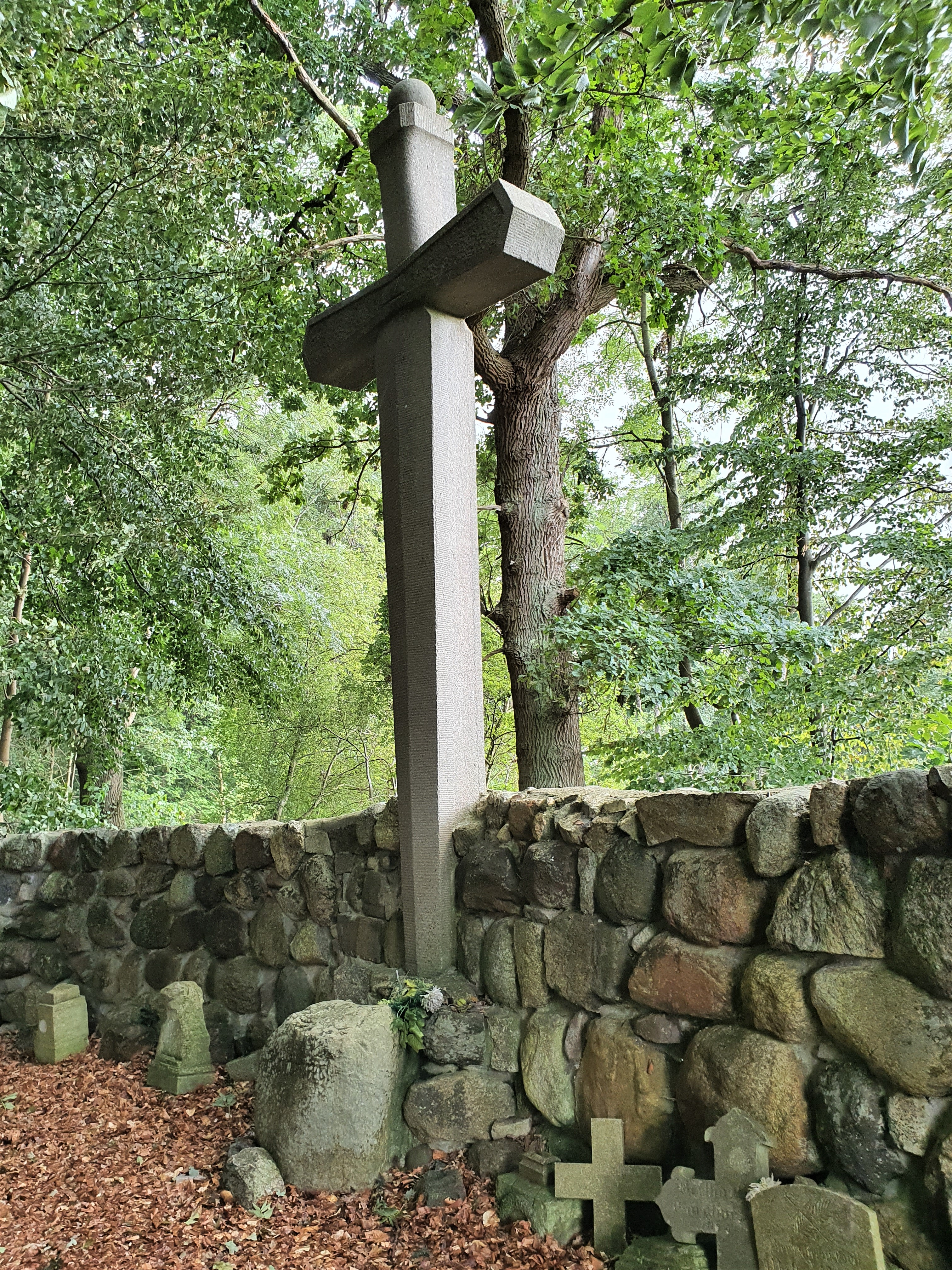
Ehemaliger evang. Friedhof, jetzt Lapidarium

Das Kirchdorf war ursprünglich aus einem slawischen Adelssitz hervorgegangen, dessen Besitzer bereits im 13. Jahrhundert urkundlich erwähnt wurden. Im Laufe der Jahrhunderte wechselten die Besitzer des Guts.
Gegen Ende des Zweiten Weltkriegs wurde die Region im Frühjahr 1945 von der Roten Armee besetzt. Bald darauf wurde Wusseken zusammen mit ganz Hinterpommern von der Sowjetunion  unter polnische Verwaltung gestellt. Danach begann die Zuwanderung polnischer Zivilisten. Wusseken erhielt den Ortsnamen Osieki. In der Folgezeit wurde die einheimische Bevölkerung aus Wusseken vertrieben.

### Entwicklung der Einwohnerzahl
- 1852: 417[3]
- 1867: ca. 460[4]
- 2008: 444[5]

## Im Ort geborene Persönlichkeiten
- Daniel Symonis (1637–1685), Schriftsteller, Übersetzer, Schulrektor und evangelisch-lutherischer Theologe.